# Hedera pastuchovii
Hedera pastuchovii là một loài thực vật có hoa trong Họ Cuồng cuồng. Loài này được Woronow mô tả khoa học đầu tiên năm 1932.